# Perithemis
Perithemis là một chi chuồn chuồn trong họ Libellulidae.

## Các loài
- Perithemis bella Kirby, 1889
- Perithemis capixaba Costa, De Souza & Muzón, 2006
- Perithemis cornelia Ris, 1910 [3]
- Perithemis domitia (Drury, 1773)[4]
- Perithemis electra Ris, 1930[5]
- Perithemis icteroptera (Selys in Sagra, 1857)
- Perithemis intensa Kirby, 1889[4]
- Perithemis lais (Perty, 1834)[6]
- Perithemis mooma Kirby, 1889
- Perithemis parzefalli Hoffmann, 1991[7]
- Perithemis rubita Dunkle, 1982[8]
- Perithemis tenera (Say, 1840)[4]
- Perithemis thais Kirby, 1889